# زیردریایی یو-۳۷۹
زیردریایی یو-۳۷۹ (به انگلیسی: German submarine U-379) یک زیردریایی است که طول آن ۶۷٫۱ متر (۲۲۰ فوت ۲ اینچ) می‌باشد. این زیردریایی در سال ۱۹۴۱ ساخته شد.